# Vilarinho dos Galegos
Vilarinho dos Galegos é uma povoação portuguesa do município de Mogadouro. Foi sede da extinta freguesia de mesmo nome que tinha 24,75 km² de área e 190 habitantes (2011), e, por isso, uma densidade populacional de 7,7 hab/km².
A freguesia de Vilarinho dos Galegos foi extinta (agregada) pela reorganização administrativa de 2012/2013, tendo o seu território sido agregado ao da Freguesia de Ventozelo para criar a Freguesia de Vilarinho dos Galegos e Ventozelo.

## População
No censo e 1864 figura com o nome de Vilarinho. Por decreto de 28 de julho de 1883 foi-lhe anexada a freguesia de Vila dos Sinos. Pelo decreto lei nº 27.424, de 31 de dezembro de 1936, Vila dos Sinos passou a fazer parte desta freguesia.
| Totais e grupos etários | Totais e grupos etários | Totais e grupos etários | Totais e grupos etários | Totais e grupos etários | Totais e grupos etários | Totais e grupos etários | Totais e grupos etários | Totais e grupos etários | Totais e grupos etários | Totais e grupos etários | Totais e grupos etários | Totais e grupos etários | Totais e grupos etários | Totais e grupos etários | Totais e grupos etários |
| ----------------------- | ----------------------- | ----------------------- | ----------------------- | ----------------------- | ----------------------- | ----------------------- | ----------------------- | ----------------------- | ----------------------- | ----------------------- | ----------------------- | ----------------------- | ----------------------- | ----------------------- | ----------------------- |
|                         | 1864                    | 1878                    | 1890                    | 1900                    | 1911                    | 1920                    | 1930                    | 1940                    | 1950                    | 1960                    | 1970                    | 1981                    | 1991                    | 2001                    | 2011                    |
|                         | 851                     | 956                     | 1 012                   | 1 022                   | 860                     | 721                     | 716                     | 765                     | 733                     | 625                     | 436                     | 460                     | 306                     | 251                     | 190                     |
| i)                      |                         |                         |                         |                         |                         |                         |                         |                         |                         |                         |                         |                         |                         | 27                      | 19                      |
| ii)                     |                         |                         |                         |                         |                         |                         |                         |                         |                         |                         |                         |                         |                         | 27                      | 13                      |
| iii)                    |                         |                         |                         |                         |                         |                         |                         |                         |                         |                         |                         |                         |                         | 108                     | 85                      |
| iv)                     |                         |                         |                         |                         |                         |                         |                         |                         |                         |                         |                         |                         |                         | 89                      | 73                      |

```
i)
 0 aos 14 anos;
 ii)
 15 aos 24 anos; 
iii)
 25 aos 64 anos; 
iv)
 65 e mais anos	
```

### População por aldeia (2011)
- Vilarinho dos Galegos- 130 habitantes
- Vila dos Sinos- 60 habitantes[5]

## Aldeias
A freguesia de Vilarinho dos Galegos era composta por duas aldeias:
- Vila dos Sinos
- Vilarinho dos Galegos

## Património
- Estação arqueológica das Fragas do Diabo, Fragas do Corgo ou Veiga dos Moinhos

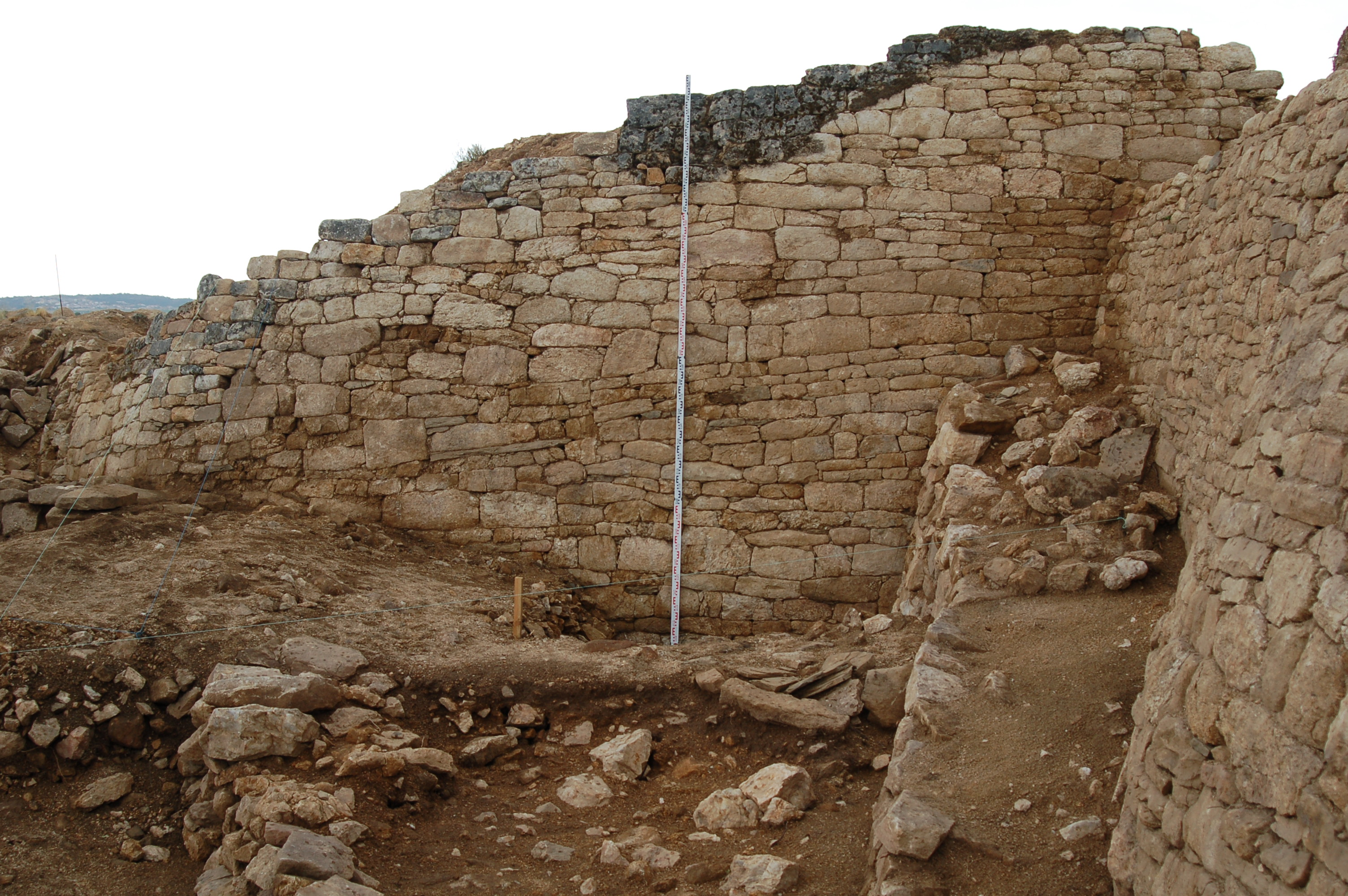
Castro dos Mouros  - Muralha Norte
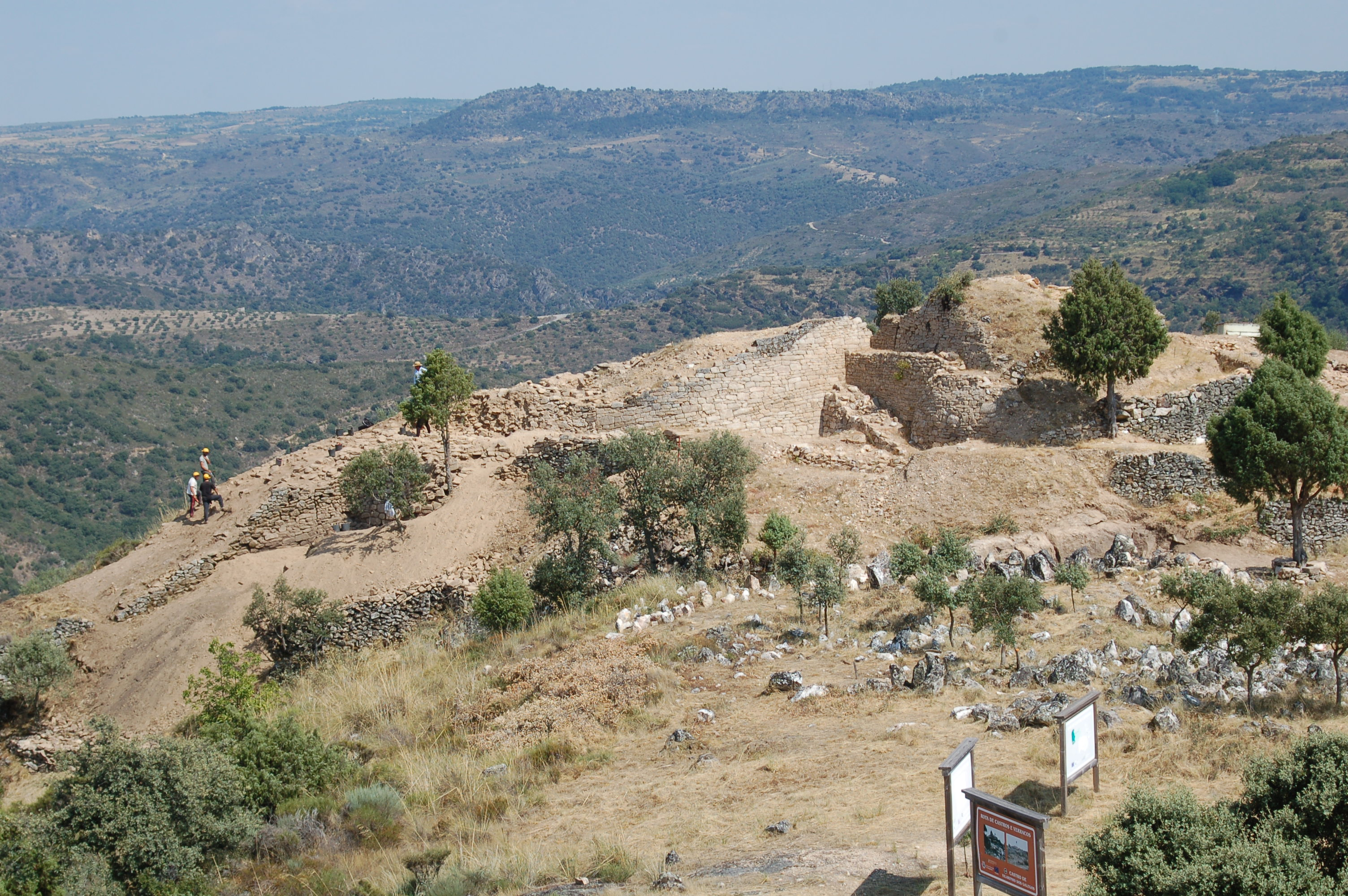
Vista para o Castelo ou Castro dos Mouros- Vilarinho dos Galegos
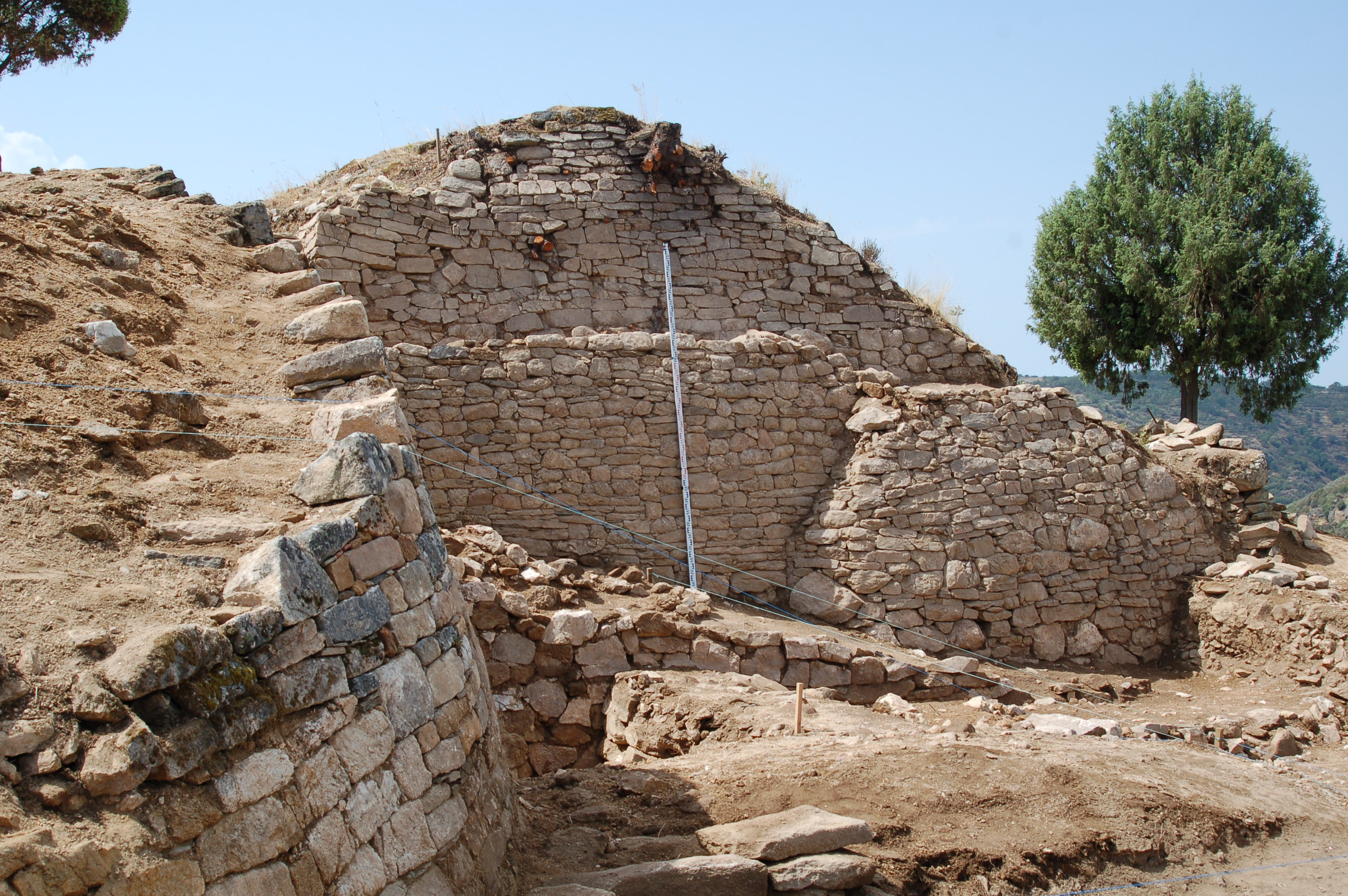
Castro dos Mouros
Igreja de Vila dos Sinos
  - Vista para o Castelo ou Castro dos Mouros- Vilarinho dos Galegos
  - Castro dos Mouros
  - Igreja de Vila dos Sinos